# Platsemolen (Zedelgem)
De Platsemolen (ook: Dorpsmolen of Lievensmolen) is een molenrestant in de West-Vlaamse plaats Zedelgem, gelegen aan Burgemeester Joseph Lievensstraat 33.
Deze ronde stenen molen van het type beltmolen fungeerde als korenmolen en oliemolen.

## Geschiedenis
In 1529 werd voor het eerst melding gemaakt van een molen op deze plaats, welke toebehoorde aan de heren van Zedelgem. Het was een standerdmolen en zeker in 1761 stond er ook een rosmolen bij die in windstille perioden werd benut.
In 1866 werd de standerdmolen door de huidige ronde stenen molen vervangen. In 1913 werd de rosmolen al omgebouwd tot agrarisch gebouw. In 1914 werd de molenaarsknecht op 76-jarige leeftijd door de Duitse bezetter vermoord, op verdenking van het zenden van signalen naar het Belgische leger. Voor hem werd in 2018 een herinneringsteken geplaatst.
In 1919 werd een motor geplaatst en in 1932 kwam er een mechanische maalderij in de molen. De kap en de wieken werden in 1951 verwijderd. De maalderij is een enkele keer nog in bedrijf en de molenromp bevat een aantal overblijfselen van de maalderij en de oliemolen. Ook enkele balken van de standerdmolen werden in de constructie van de stenen molen gebruikt.
De huidige molenromp heeft vier zolders en ook de molenberg is aanwezig.
- Inventaris van het Bouwkundig Erfgoed (Vlaanderen): 209306